# Programa de presentacions

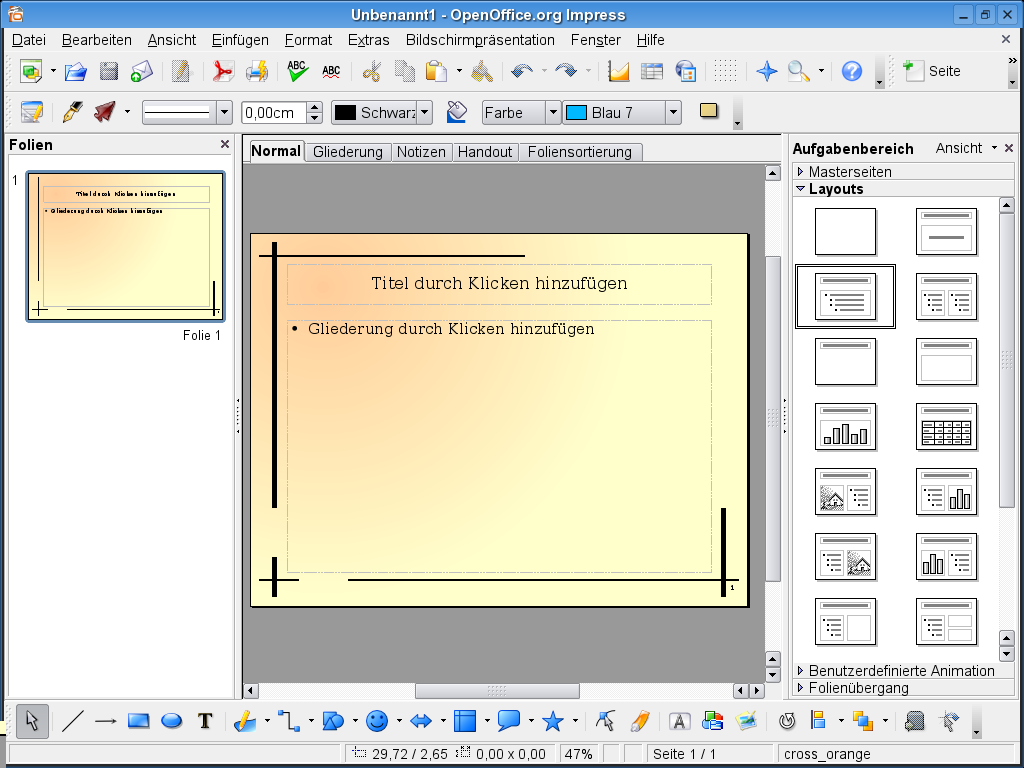
OpenOffice.org Impress.

Un programa de presentacions és una aplicació informàtica orientada a mostrar informació per una audiència àmplia, mitjançant la projecció d'una sèrie de pantalles que simulen transparències o diapositives. Bàsicament aquest tipus de programari inclou tres funcions principals: un editor que permet redactar textos, un mecanisme per inserir i manipular imatges o gràfics i un sistema de visualització a pantalla sencera per a presentar el contingut.
L'exemple més comú de programa de presentacions és el Microsoft PowerPoint, però hi ha altres aplicacions alternatives, com ara LibreOffice Impress, OpenOffice.org Impress; o Keynote per a ordinadors Apple Mac. Prezi no utilitza diapositives, sinó un desplaçament i ampliació/allunyament sobre un llenç virtual. Tot i que actualment han sorgit molts programes i aplicacions per tal de crear presentacions diferents i més dinàmiques que les que estem habituats a veure. Com per exemple: Slideshare, Powtoon, Amaze, Camtasia, entre d'altres.